# 위대한 편안함

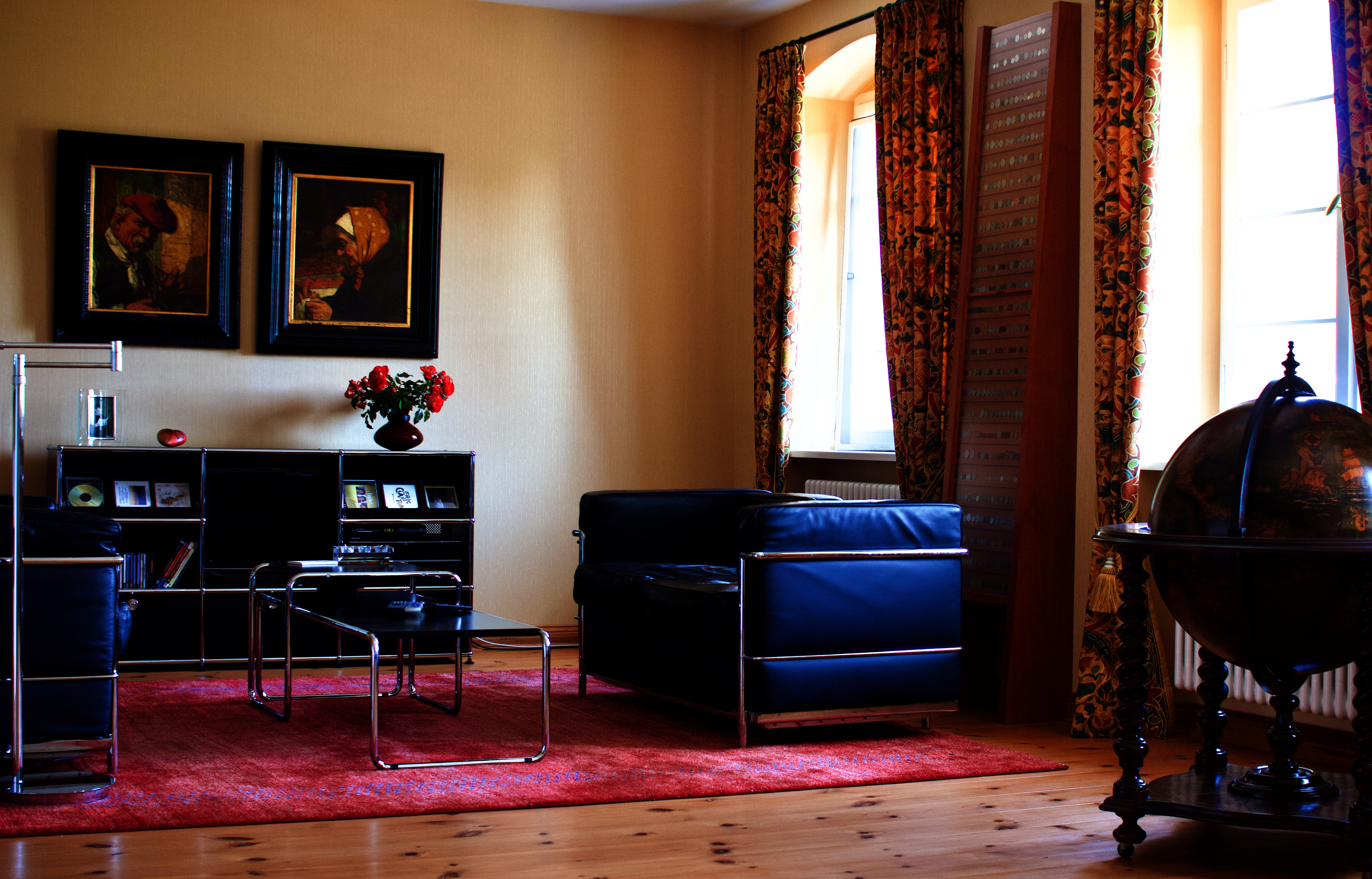
위대한 편안함

위대한 편안함(프랑스어: grand confort 그랑 콩포르[*])은 크롬 도금 강철 틀 안에 가죽을 입힌 직육면체 쿠션 다섯 개를 채워넣어 만든 의자이다. 1928년 르 코르비지에, 피에르 잔느레, 샬로트 페리앙이 설계했다.

## 시리즈
- LC-1
- LC-2
- LC-3